# Ptolomeu (filho de Meneu)
Ptolomeu, filho de Meneu, foi um governante de Cálcis da Celessíria, Heliópolis, Massyas e a Itureia, um território montanhoso. De acordo com evidências numismáticas, ele assumiu o título de tetrarca.
Segundo Flávio Josefo, ele era um homem perverso, e era parente por casamento de Dionísio de Trípoli, que havia sido decapitado, porém quando Pompeu entrou em seu território, em 64 a.C., Ptolomeu comprou a absolvição de seus crimes por mil talentos, que Pompeu usou para pagar seus soldados.
Em 49 a.C., após o assassinato por decapitação de Alexandre, filho de Aristóbulo II, Ptolomeu acolheu os irmãos de Alexandre e os protegeu. Ptolomeu enviou seu filho Philippion a Ascalão, para a viúva de Aristóbulo, querendo trazer seu filho Antígono e suas filhas, porém Philippion se apaixonou por uma das filhas, Alexandra, e se casou com ela. Mais tarde, porém, Ptolomeu matou Philippion, se casou com Alexandra e continuou a cuidar dos seus irmãos.
Em 42 a.C., Ptolomeu e Marion, tirano de Tiro, utilizaram Antígono, à frente de um exército, para atacar a Judeia, mas encontraram a oposição de Herodes, que derrotou Antígono, o expulsou da Judeia; Herodes havia se casado com uma filha  de Alexandre, filho de Aristóbulo, que também era neta de Hircano.
Ele morreu em 40 a.C. e foi sucedido por seu filho Lisânias, que estava no governo de Cálcis quando Pácoro, filho do rei da Pártia, e Barzapharnes, comandante dos partas, conquistaram a Síria.